# Lynteria domino
Lynteria domino là một loài tò vò trong họ Ichneumonidae.